# ココモ (曲)
「ココモ」（Kokomo）は、ザ・ビーチ・ボーイズが1988年に発表したシングル。厳密にはビーチ・ボーイズのシングルでなく、リトル・リチャードとのスプリット盤という形でリリースされた。映画『カクテル』の主題歌で、バンドは「グッド・ヴァイブレーション」（1966年）以来22年ぶりにBillboard Hot 100での1位獲得を果たした。

## 解説
バンドの一員であるマイク・ラヴ、バンドと関係の深いプロデューサーのテリー・メルチャー、元ママス&パパスのジョン・フィリップス、シンガーソングライターのスコット・マッケンジーの4人が共作した楽曲。タイトルの「ココモ」とは、現在のSandals Cayに当たるジャマイカのリゾート地のことで、スティール・ドラムをフィーチャーしたサウンドとなっている。リード・ボーカルはマイク・ラヴとカール・ウィルソンが担当。ブライアン・ウィルソンは、この曲のレコーディングには全く関与していない。ミュージック・ビデオには、ブライアンを除くメンバー4人に加えてサポート・ドラマーでもある俳優のジョン・ステイモスも参加している。
印象的なスティール・ドラムはプロデューサーのメルチャー自身、ドラムスはセッション・ドラマーのジム・ケルトナー（ビーチ・ボーイズのロード・クルーだったスティーヴィー・ヘイガーが部分的にオーヴァーダビング）、アコーディオンはメルチャーの旧友であるヴァン・ダイク・パークス、アコースティック・ギターは当時ビーチ・ボーイズのサポート・メンバーだったジェフリー・フォスケット、ベースは同じくサポート・メンバーのエド・カーター、サックスはジョエル・ペスキンがそれぞれ演奏している。
本作は映画『カクテル』と連動した企画で、B面はビーチ・ボーイズの楽曲ではなく、『カクテル』の挿入歌として使用されたリトル・リチャードの代表曲「トゥッティ・フルッティ」（1955年の大ヒット曲）が収録された。また、『カクテル』で使用されたジョージア・サテライツの曲も加えた3曲入り12インチ・シングルも存在する。「ココモ」はアメリカとオーストラリアで1位獲得を果たす大ヒットとなり、この大成功を受けてバンドは急遽アルバム『スティル・クルージン』の制作に入る運びとなった。
オリジナル・シングルは、『カクテル』のサウンドトラック・アルバムの原盤権を持つエレクトラ・レコードからリリースされたが、その後にキャピトル・レコードがビーチ・ボーイズと再契約した際にこの曲の発売権も得て、1989年発売のシングル「スティル・クルージン」および1990年のシングル「サムホエア・ニア・ジャパン」にも「ココモ」がカップリング曲として再収録された。
1989年にドイツでリリースされた「カリフォルニア・ドリーミン（夢のカリフォルニア）」CDシングルには、スペイン語ヴァージョンがカップリング収録されている。このヴァージョンには、ブライアンもバッキング・ヴォーカルで参加している。

## 収録曲
1. ココモ - "Kokomo"（ザ・ビーチ・ボーイズ）
  - 1988年録音
2. トゥッティ・フルッティ - "Tutti Frutti"（リトル・リチャード）
  - 1955年録音
3. ヒッピー・ヒッピー・シェイク - "Hippy Hippy Shake"（ジョージア・サテライツ）
  - 1988年録音、12インチ・シングルに追加収録

## カヴァー
- ソル・デ・メヒコ - 『Acapulco Girls』（1998年） - ビーチ・ボーイズのメンバーもゲスト参加
- バハ・メン - 『Doong Spank』（1998年）
- キングズ・シンガーズ - 『Circle of Life』（1999年）
- GREAT3 with 佐橋佳幸 - トリビュート・アルバム『THE BEACH BOYS BEST of TRIBUTE』（2004年）
- Ken Yokoyama - 『Four』（2010年）
- DEEN - 『coconuts feat. kokomo』（2010年）
- NONA REEVES